# Parc Nacional de Mupa
El Parc nacional de Mupa és un parc nacional a la província de Cunene al país africà d'Angola. Va ser declarat parc nacional el 26 de desembre 1964, quan Angola era un territori portuguès.
És important per la seva avifauna (encara que en general sense estudiar). Molts angolesos viuen dins del parc, que, juntament amb els pastors nòmades i la prospecció minera amenacen amb destruir les aus del parc. D'acord amb un article, "A pesar que el parc va ser inicialment anunciat per protegir les girafes, com la Giraffa camelopardalis angolensis, en 1974 ja no en quedaven. Altres mamífers en perill són els lleons, lleopards, gossos salvatges i la hiena tacada".